# Bragança Paulista
Bragança Paulista è un comune del Brasile nello Stato di San Paolo, parte della mesoregione Macro Metropolitana Paulista e della microregione di Bragança Paulista.
È uno dei 15 comuni dello Stato di San Paolo considerato stazione climatica.